# Euonymus walkeri
Euonymus walkeri är en benvedsväxtart som beskrevs av Wight. Euonymus walkeri ingår i släktet Euonymus och familjen Celastraceae. Inga underarter finns listade.